# Gedling (borough)
Gedling – dystrykt w hrabstwie Nottinghamshire w Anglii. W 2011 roku dystrykt liczył 113 543 mieszkańców.

## Miasta
- Arnold
- Carlton
- Netherfield

## Inne miejscowości
Bestwood St. Albans, Bestwood Village, Burton Joyce, Calverton, Colwick, Gedling, Killisick, Lambley, Linby, Newstead, Papplewick, Ravenshead, Redhill, Stoke Bardolph, Woodborough.